# Les Menthes sauvages
Les Menthes sauvages est un roman de Christian Signol publié en 1985. Il fait suite au tome 1 des Cailloux bleus.

## Résumé
En 1935, Adrien et Philomène sont paysans à Quayrac. Julien, ex petit ami de Philo, revient. En 1937, l'aîné, Guillaume, 20 ans, part. Marie, 16 ans, est embauchée à Souillac et épouse André en 1939 qui s'engage. En 1941, François, 18 ans, part en Angleterre. Julien et Adrien entrent dans la Résistance. André va au maquis. Vichy change de maire. Philo devient Menthe. En 1944 elle est arrêtée, torturée et relâchée. Guillaume, ex collaborateur, revient et elle l'envoie en Algérie. En 1945 François revient et épouse Sylvette en 1946. En 1947 Guillaume part en Indochine. Marie a deux enfants Juliette et Victor. En 1948 François et Sylvette partent. Guillaume épouse May en 1949. Sylvette a un fils Pierre. Louise obtient son baccalauréat. May a un fils Aurélien et l'amène à Quayrac. Elle repart et Guillaume est tué. En 1951 elle vient vivre à Toulouse. Adrien meurt en 1952. Philo reste à Quayrac. En 1955 Sylvette a une fille Martine, Louise épouse Philippe. En 1958 elle a un garçon Laurent. Philo meurt en 1960.

## Publications
- Les Cailloux bleus, tome 1, éditions Robert Laffont, 1984  (ISBN 2-266-01741-1).
- Les Menthes sauvages, Les Cailloux bleus, tome 2 (Prix Eugène-Le-Roy 1985), éditions Robert Laffont, 1985  (ISBN 978-2-298-02615-3).